# Mogol'
Il Mogol' (in russo Моголь?) è un fiume della Siberia orientale, affluente di destra della Kirenga (bacino della Lena). Scorre nel Kazačinsko-Lenskij rajon dell'oblast' di Irkutsk, in Russia.
Il fiume ha origine dalla confluenza dei due rami sorgentizi Bol'šoj Mogol' e Malyj Mogol' che scendono dal versante nord-occidentale dei monti Akitkan. Scorre in direzione nord-occidentale e poi gira a sud-ovest; sfocia nella Kirenga a 73 km dalla sua foce, a sud del villaggio di Kutima. Il fiume ha una lunghezza di 162 km; l'area del suo bacino è di 1 220 km². Ha una portata media annua di 26,01 m³/s a 4 km dalla foce.